# ナガボスゲ
ナガボスゲ（学名:Carex dolichostachya）は台湾および琉球列島に分布するスゲ属の植物のひとつでトクノシマスゲを含む。ミヤマカンスゲに似ているが、本種の方がより葉が硬くてざらつくこと、基部の鞘が淡い褐色であること、雄小穂が長くて4-7cmもあることなどで区別できる。